# Trouble Chocolate
Trouble Chocolate (トラブルチョコレート?, Toraburu Chokorēto), è un anime prodotto da AIC nel 1999 e grazie a Viz Media la serie e riuscita ad essere trasmessa anche negli USA.

## Trama
La storia parla di Cacao, uno studente della Micro-Grand Accademia di magia. Un giorno la sua maestra di magia Ghana, per una lezione ha invocato uno spirito di un albero, al che Cacao trova e mangia della cioccolata (che era magica). Gli effetti sono presto visibili prima diventa ubriaco e poi fa scappare dalla maestra lo spirito che la proteggeva Hinano, andando ad abitare il corpo di una marionetta che Cacao prende con sé. La storia continua mostrando parodie di altri anime.

## Sigle
Sigla di apertura
- C.H.O.C.O. - Sakura Tange e Kyoko Hikami

Sigla di chiusura
- Ne, Nande... - Yoshizawa Rie (episodi 1-12)
- Anata ni Aitakute ~Missing You~ (Millennium Dance version) - Sakura Tange and Kyoko Hikami (episodi 13-20)